# Vestgrækenland
Vestgrækenland (græsk: Δυτική Ελλάδα, Dytiki Ellada) er en af tretten periferier i Grækenland. Den er inddelt i de regional enheder (tidligere præfekturer): Achaea, Aetolien-Acarnanien og Ilia (Elis). 
Periferien ligger på begge sider af den vestlige del af Korintbugten.
Hovedstaden i Vestgrækenland er Patras på  den nordvestlige del af Peloponnes. 
Vestgrækenland har et typisk middelhavsklima med varme somre og milde vintre. Soldage dominerer om sommeren ved kysten, mens bjergområderne kan få noget mere overskyet vejr og regn. Sne er almindeligt om vintereom dagen på  omkring 10 ºC i lavtliggende område.